# Kuniko Ishii
Kuniko Ishii (jap. 石井 くに子, Ishii Kuniko) ist eine japanische Schauspielerin.
Der Regisseur Susumu Hani besetzte sie in den 1960er Jahren für seinen Film Das Mädchen Nanami, in dem sie die Titelrolle eines jugendlichen Nacktmodels spielte, das seinem Freund zu der Verarbeitung traumatischer Kindheitserlebnisse hilft. Der Film, der beispielsweise auf den Internationalen Filmfestspielen Berlin 1968 gezeigt wurde, blieb ihr einziger Erfolg. Nebenrollen hatte sie 1969 in Noboru Kajis Yabanjin no Nekutai, 1970 in Kiyoshi Nishimuras Hakuchū no shūgeki sowie 1972 in Shunya Itōs Comicverfilmung Sasori – Jailhouse 41. Weitere Filme blieben aus.